# Patriot Front

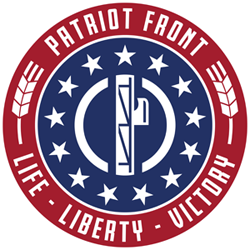
Logo der Patriot Front

Patriot Front ist eine US-amerikanische nationalistische und neo-faschistische Gruppierung. Sie ist Teil der breiteren Alt-Right-Bewegung und spaltete sich von der Neo-Nazi-Organisation Vanguard America nach der Unite-the-Right-Demonstration 2017 ab. Die Ästhetik der Patriot Front kombiniert traditionelle US-amerikanische Kultursymbole mit faschistischer Symbolik. Die Gruppierung hatte Ende 2021 angeblich zwischen 200 und 300 Mitglieder. Laut der Menschenrechtsorganisation Anti-Defamation League (ADL) war die Gruppierung für 82 % aller 2021 berichteten Vorfälle von rassistischer, antisemitischer und andere menschenverachtender Propaganda in den Vereinigten Staaten verantwortlich. Dies umfasste 3992 Vorfälle in allen Bundesstaaten außer Hawaii und Alaska.

## Geschichte und Überzeugungen

Patriot Front flag

Die Patriot Front wird von Thomas Ryan Rousseau angeführt, der noch ein Teenager war, als er die Gruppe gegründet hat. 2017 übernahm Rousseau die Kontrolle über die Internet- und Discord-Server von Vanguard America einige Wochen vor der Unite the Right-Demonstration in Charlottesville, bei der er als Anführer des Vanguard America-Blocks teilnahm. Nachdem die Demonstration schlechte Presse bekommen hatte, verließ Rousseau Vanguard. Er benutzte dessen Domain, um die Patriot Front als neue Gruppe zu bilden und Demoteilnehmer zu werben, dabei waren die meisten Mitglieder der Patriot Front früher Mitglieder von Vanguard. Rousseau wurde mehrmals verhaftet bei den Aktionen der Gruppierung.
So wie Vanguard America unterstützt auch die Patriot Front eine Form der Weißen-zentrierten Ideologie, die mit den Ansichten von Faschisten in der ganzen USA kompatibel ist, z. B. geschlossene Grenzen und autoritäre Regierung. Laut Anti-Defamation League (ADL) ist „die Patriot Front ein White-Supremacist-Gruppe, dessen Mitglieder darauf bestehen, dass ihre Vorfahren Amerika eroberten und es ihnen - und niemand anderem - hinterließen.“
Die Gruppierung benutzt eine patriotische Bildsprache, um ihre Reichweite zu vergrößern, und ergänzt diese mit Symbolen wie die Fasces als Symbol des Faschismus. Sie erregt Aufmerksamkeit dadurch, dass sie z. B. Pyrotechnik auf Demonstrationen und Protestaktionen zündet. Laut Southern Poverty Law Center (SPLC) konzentriert sich „die Patriot Front auf theatralische Rhetorik und Aktivismus, die als Propaganda für ihre Ortsgruppen einfach verbreitet werden kann.“
Das Manifesto der Gruppe enthält unter anderem diese Passage:
Those of foreign birth may occupy civil status within the lands occupied by the state, and they may even be dutiful citizens, yet they may not be American. Membership within the American nation is inherited through blood, not ink. Even those born in America may yet be foreign...Nationhood cannot be bestowed upon those who are not of the founding stock of our people, and those who do not share the common spirit that permeates our greater civilization, and the European diaspora...In order to survive as a culture, a heritage, and a way of being, our nation must learn that its collective interests are fighting against its collective threats of replacement and enslavement...The damage done to this nation and its people will not be fixed if every issue requires the approval and blessing from the dysfunctional American democratic system. Democracy has failed in this once great nation.
Die Mitglieder sind in acht regionalen Netzwerken organisiert und werden hauptsächlich online angeworben. Die Gruppierung vermeidet es aus strategischen Gründen, online über Waffen oder Gewalt zu sprechen, aber Pete Simi, ein Rassismus-Experte, erklärte der Nachrichtenorganisation ProPublica, dass „die Anführer solcher Gruppen üblicherweise Gewalt ausschließen, aber gleichzeitig Dinge tun, die Gewalt fördern. (...) Es ist Teil ihrer Strategie, keine Verantwortung zu übernehmen und gleichzeitig Hass zu schüren. Wenn sie behaupten, dass sie nicht gewalttätig sind, ist das eine Lüge. Sie befürworten Gewalt durch ihre Ziele.“
Eine Untersuchung von ProPublica schätzte, dass die Gruppe 2019 ungefähr 300 Mitglieder hatte. in veröffentlichten Chats Ende 2021 beschwerte sich Rousseau, dass sie „seit fast einem Jahr zwischen 220 und 230 Mitgliedschaften bleiben.“ Laut SPLC hatte die Patriot Front im Jahr 2021 42 Ortsgruppen. Sie war wohl die führende rassistische Gruppe des Landes und die aktivste in der Verwendung von Werbeflyern. Laut ProPublica „empfinden Rousseau und andere Mitglieder Vergnügen daran, wenn ihre Aktionen auf der landesweiten Karte des SPLC erscheinen, in der rassistische Vorfälle dokumentiert werden.“

## Aktivitäten und Veranstaltungen
Die Demonstrationen und manchmal stattfindende gemeinnützige Tätigkeiten der Patriot Front sind „streng choreographiert um den propagandistischen Wert zu maximieren“, sagt das SPLC. Die ADL schätzt, dass die Patriot Front für 82 % der bekannten Vorfälle von Volksverhetzung in den USA im Jahr 2021 verantwortlich ist, und für 80 % im Jahr 2020. Laut internen Chats, die im Januar 2022 veröffentlicht wurden, sollten Mitglieder der Patriot Front Wandgemälde über Rassengerechtigkeit in ihrer jeweiligen Gemeinde verunstalten.

### 2018
Am 28. Juli 2018 marschierten Mitglieder der Patriot Front zu einem Anti-Abschiebungsprotest der Occupy-Bewegung in San Antonio und filmten sich, wie sie Zelte und Plakate der Demonstranten zerstörten.

### 2019
Am 13. Februar 2019 wurden hunderte rassistische und einwandererfeindliche Plakate und Flyer in Ost-Boston aufgehängt, wo viele Einwanderer leben. Die Patriot Front erklärte sich dafür verantwortlich. Der Bostoner Bürgermeister Marty Walsh verurteilte den Vorfall. Am 15. Februar 2019 nahm die Polizei von Boston drei Mitglieder der Patriot Front fest. Zwei Mitglieder mussten sich vor Gericht wegen Waffenbesitz verantworten, einem Mitglied wurde ein Angriff auf Polizeibeamte vorgeworfen, nachdem er angeblich die Hand eines Polizisten geschlagen hatte.

### 2020
Am 8. Februar 2020 demonstrierten ungefähr 100 Patriot Front-Mitglieder in Washington D.C., entlang der National Mall vom Lincoln Memorial bis zum Kapitol und liefen nach Norden zu einem Walmart-Laden am Washington Union-Bahnhof. Die Demonstranten trugen Khaki-Hosen, passende dunkelblaue Jacken, Mützen, weiße Masken, und schwarze Sonnenbrillen. Sie trugen verschiedene Versionen der US-amerikanischen Flagge mit dem Logo der Patriot Front.
Während der Proteste und Gegenproteste in Weatherford (Texas) bezüglich einer Südstaaten-Statue im August wurden drei Männer inklusive Rousseau verhaftet, als sie Aufkleber auf Schildern, in Parks und auf Privateigentum anbrachten. Sie wurden wegen dieser Vergehen angeklagt, inhaftiert und nach 500 Dollar Kaution freigelassen.

### 2021
Am 29. Januar 2021 demonstrierte eine Gruppe Männer, die Khaki-Hosen, passende blaue Jacken mit Aufnähern und weiße Masken trugen, auf der National Mall in Richtung Kapitol und trugen Flaggen mit den Symbolen der Patriot Front.
Am 4. Dezember 2021 hielten mehr als hundert Mitglieder der Patriot Front eine Kundgebung im Zentrum von Washington D.C. ab, bei der sie „America zurückgewinnen!“ (engl. „Reclaim America!“) riefen, Flaggen und Schutzschilde trugen, sowie eine Uniform trugen, die aus weißen Gamaschen, Sonnenbrillen, blauen Jacken, Khaki-Hosen, brauen Stiefeln und Mützen bestand. Manche trugen Schienbeinschützer aus Plastik.

### 2022
Im Januar wurden Patriot Front-Mitglieder auf der March for Life-Demonstration gegen Abtreibungen in Washington D.C. gesehen.
Am 11. Juni 2022 verhaftete die Polizei 31 Mitglieder der Patriot Front, die sie in einem Miet-LKW in der Nähe einer LSBT-Veranstaltung in Idaho stoppten. Sie wurden angeklagt wegen Verabredung zu Krawallen. Dabei wurde auch Rousseau verhaftet. Ein anonymer Anrufer gab der Polizei einen Hinweis, als er sah, wie eine Gruppe Männer Schutzschilder von einem LKW holten und dann in den Miet-LKW einstiegen. Der Bezirkssheriff veröffentlichte die Fotos und die Namen aller 31 Verhafteten, die aus mindestens 11 verschiedenen Bundesstaaten waren. Nach den Verhaftungen sagte der Polizeichef, dass das Polizeirevier Todesdrohungen und Androhungen von Doxing erhalten habe. Bis zum 13. Juni wurden alle 31 Mitglieder auf Kaution freigelassen. Gerichtsdokumente stellten fest, dass die Polizei ein Dokument entdeckte, das die Ziele und Planungen der Gruppe an diesem Tag genau beschrieb.
Am 2. Juli 2022 marschierten ungefähr 100 maskierte Mitglieder mit Plakaten und einem Banner durch Boston, wo sie an der Bostoner Bibliothek und dem Old State House hielten. Die Polizei teilte mit, dass ein Mann bei einer Konfrontation mit Patriot Front-Mitgliedern verletzt wurde.

### Veröffentlichte Chats
Am 21. Januar 2022 veröffentlichte Unicorn Riot, ein linkes Medienprojekt, 400 Gigabyte an Audiodateien, Chatprotokollen, Dokumenten, Fotos und Videos von einem Server der Patriot Front. Die Veröffentlichungen offenbarten die Bemühungen der Gruppe, neue Mitglieder zu gewinnen und ihre Außendarstellung zu verbessern.
Die Chatprotokolle zeigten auch, dass die Gruppierung nur schwer neue Mitglieder fand und oft Mitglieder maßregelte, wenn sie die körperliche Voraussetzungen und die Teilnahmebedingungen nicht erfüllten, wie die Zeitung The Guardian berichtete. In einem Chat mit einem anderen Mitglied am 14. Dezember 2021 schrieb Rousseau: „Wir brauchen dringend neue Leute. Wir bleiben seit fast einem Jahr zwischen 220 und 230 Mitgliedschaften.“
Die Chats zeigten, wie die Gruppierung versuchte ihre Mitgliederzahlen und ihren Einfluss zu erhöhen. Sie entwarf Pläne, Falschinformationen über gesellschaftliche Ereignisse in Sozialen Medien wie Twitter, Reddit und 4chan zu verbreiten, sowie irreführende Hinweise an Journalisten etablierter Medien zu geben. Außerdem wurden detaillierte Notizen über Bewerbungsgespräche mit potentiellen Mitgliedern bekannt. Die Veröffentlichungen beinhalteten zudem Aufnahmen wie Mitglieder trainierten, randalierten und demonstrierten, wie Rousseau 2021 an der Konferenz der Zeitschrift American Renaissance teilnahm und über Verhaltensregeln der Patriot Front.